# یشم سبز

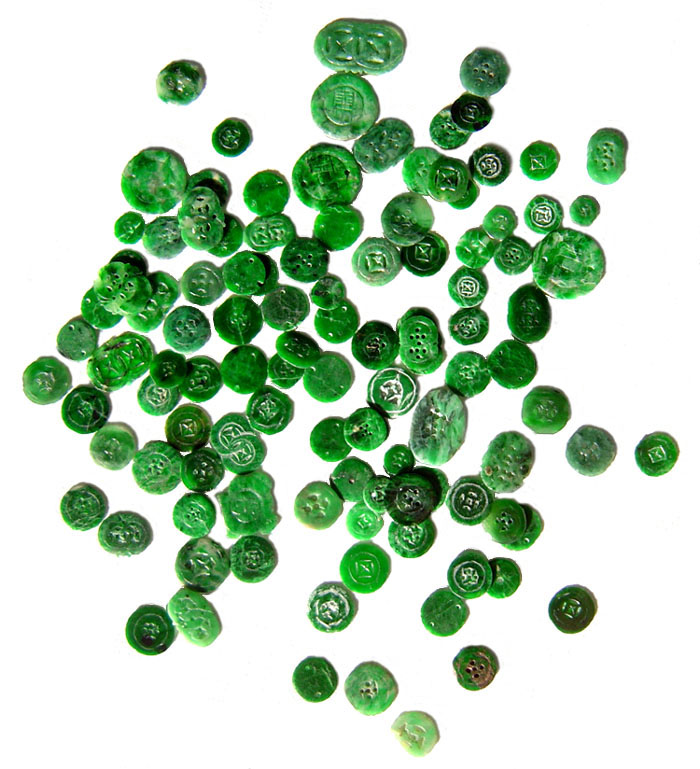
دکمه‌های قدیمی چینی، ساخته‌شده از یشم سبز.

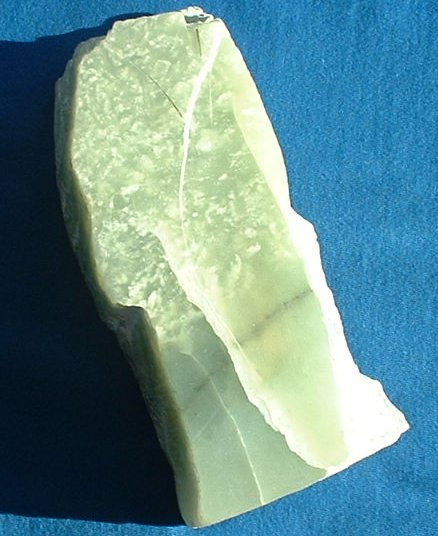
یشم کارنَشده.

یَشم سبز یکی از سنگ‌های قیمتی و تزئینی است.
نام یشم برای دو سنگ متفاوت به‌کار می‌رود که از کانی‌های سیلیکات متفاوت تشکیل شده‌اند. این دو گونه متفاوت یشم سبز‎ و سنگ قولنج‎ نام دارند.
چینیان به یشم سبز علاقهٔ زیادی دارند و از دیرباز آن را خوش‌یمن دانسته‌اند. محل اصلی برداشت این سنگ در منطقه نیز از دوران باستان واحه ختن بوده است که امروزه در غرب چین واقع شده است. در سال‌های اخیر یشم سبز جعلی نیز به بازار چین وارد شده‌است.
یشم سبز یک نوع ماده معدنی است و دارای رنگ‌های گوناگون از جمله سبز، زرد کم‌رنگ، سفید، بنفش و سرخ می‌باشد. 
برای تشخیص خلوص رنگی یشم سبز از دستگاهی به نام دیکروسکوپ استفاده می‌شود.
در گذشته در سواحل دریای خزر این سنگ‌ها در رنگ‌های متنوعی و به فراوانی یافت می‌شده‌است.